# Franz Guasco
Graf Franz von Guasco (* 1711; † 23. März 1763 in Königsberg) war österreichischer General.

## Leben
Guasco entstammt einer alten Familie aus dem Piemont (heute Italien) und trat nach einer kurzen Ausbildung als Kadett in die russische kaiserliche Armee ein. Im schwedisch-russischen Krieg 1741 bis 1743 begann Guascos militärische Laufbahn.
1752 trat er in die Dienste der österreichischen Kaiserin Maria Theresia. Im Juni desselben Jahres ernannte sie Guasco zum Generalmajor ihrer Armee. Das Jahr 1756 benutzte Guasco, um im kaiserlichen Auftrag die mährisch-böhmische Grenze zu inspizieren und zu kontrollieren. Auch die Verhandlungen während der Belagerung Dresdens am 9. September 1756 gereichten Guasco zur Ehre.
Gerade diesen Kenntnissen verdankte Guasco zu Beginn des Siebenjährigen Krieges seine Ernennung zum General-Quartiermeister. An der Schlacht bei Prag am 6. Mai 1757 nahm Guasco genauso teil, wie an der Schlacht bei Kolin am 18. Juni 1757. Am 7. September desselben Jahres focht Guasco in der Schlacht bei Moys und einige Wochen später stand er am 22. November auf dem Schlachtfeld bei Breslau. Dort erwarb er sich den in diesem Jahr neu gestifteten Maria-Theresien-Orden.
Seine wesentlichste Leistung war die 63-tägige Verteidigung von Schweidnitz im Jahre 1762. Erst als alle Mittel zur Gegenwehr erschöpft waren, kapitulierte er am 9. Oktober, wurde Kriegsgefangener und nach Königsberg gebracht. Dort besuchte ihn sogar König Friedrich II. (Zitat: „... mein Herr, Sie haben allen, die Plätze zu verteidigen haben, ein schönes Beispiel gegeben ...“).
Kaiserin Maria Theresia ernannte Guasco während seiner Kriegsgefangenschaft zum Feldzeugmeister und sandte ihm das Großkreuz des Militär-Maria-Theresien-Ordens nach Königsberg. Kurz bevor er aus der Gefangenschaft entlassen werden sollte, erlag Guasco einem Schlaganfall.
Im Alter von 52 Jahren starb Graf Franz von Guasco in der Festung Königsberg. Seine letzte Ruhestätte fand er dort in der katholischen Kirche. Seine Adjutanten sorgten auch für einen passenden Grabstein.